# San Jerónimo, Choluteca
San Jerónimo är en ort i Honduras.   Den ligger i departementet Choluteca, i den södra delen av landet, 100 km söder om huvudstaden Tegucigalpa. San Jerónimo ligger 39 meter över havet och antalet invånare är 2 381.
Terrängen runt San Jerónimo är kuperad österut, men västerut är den platt. Runt San Jerónimo är det ganska tätbefolkat, med 179 invånare per kvadratkilometer. Närmaste större samhälle är Ciudad Choluteca, 14,9 km norr om San Jerónimo. 